# Telse A. Iwers
Telse A. Iwers (* 1964) ist eine deutsche Erziehungswissenschaftlerin.

## Leben
Nach dem Abitur 1983 am Elsa-Brändström-Gymnasium in Elmshorn erwarb sie 1989 das Diplom in Erziehungswissenschaft mit den Nebenfächern Psychologie und Soziologie an der Universität Hamburg, die Promotion 1996 in Erziehungswissenschaft an der Universität Hamburg, die Habilitation 2006 am Fachbereich Erziehungswissenschaft der Universität Hamburg. Denomination: Erziehungswissenschaft unter besonderer Berücksichtigung der Pädagogischen Psychologie (Gutachter: Angelika C. Wagner, Renate Luca, Eva Arnold, Johannes Bastian, Margret Bülow-Schramm, Heinrich Dauber, Friedemann Schulz von Thun, Karl Dieter Schuck) und 2008 den Master of Higher Education am Zentrum für Hochschulforschung und Weiterbildung der Universität Hamburg. Seit 2014 ist Professorin (§ 17 HmbHG) für Erziehungswissenschaft unter besonderer Berücksichtigung der Pädagogischen Psychologie an der Universität Hamburg.

## Schriften (Auswahl)
- Gelassen und handlungsfähig. Das Qualifizierungsmodul Integrative Introvisionsberatung (QUIB) zum Erwerb von Selbst- und Sozialkompetenz im Pädagogikstudium. Bad Heilbrunn 2008, ISBN 978-3-7815-1586-4.
- (Hrsg.): Prävention – Intervention – Konfliktlösung. Pädagogisch-psychologische Förderung und Evaluation. Festschrift für Angelika C. Wagner. Wiesbaden 2009, ISBN 978-3-531-16835-7.
- mit Angelika C. Wagner und Renate Kosuch: Introvision. Problemen gelassen ins Auge schauen. Eine Einführung. Stuttgart 2020, ISBN 3-17-037910-0.